# Velkoadmirál Thrawn
Velkoadmirál Thrawn (vlastním jménem Mitth'raw'nuruodo, původním jménem Kivu'raw'nuru) je postava mimozemského původu, která se objevila v literatuře dějově navazující na filmovou sérii Star Wars. Vytvořil ji Timothy Zahn v Trawnovské trilogii (Dědic impéria, Temná síla na vzestupu, Poslední povel), která dějově navazuje na poslední díl filmových hvězdných válek, Návrat Jediů. Velkoadmirál Thrawn v posledním díle trilogie umírá, nicméně stal se natolik populárním, že byl několikrát „vzkříšen“ – jakožto klon (který ale zahynul dříve než se stihl začít projevovat), či v osobě falešného dvojníka. V dalších knihách se objevuje jako možná osoba v pozadí, která se (patrně jakožto další klon) snaží řídit osudy galaxie jak prostřednictvím svých spojenců z řad svého původního národa, tak skrze svoji vlastní organizaci a stát, známý jako Impérium ruky (Empire of the Hand).

## Životopis
Mitth'raw'nuruodo byl největším válečníkem národa Chissů, modře zbarvených humanoidů s rudě svítícíma očima. Jakožto velitel chisských válečných lodí zničil jednotky senátora Palpatina vyslané do Neznámých oblastí, které měly zničit kolonizační výpravu rytířů Jedi a poté i samotnou výpravu. O cca 10 let později se Chisové dozvěděli o impériu a poslali Thrawna na opuštěnou planetu a zamaskovali ho jako vyhnance. Zde dostal návštěvu v podobě císařského hvězdného destruktoru kapitána Vosse Parcka. Ten byl fascinován mužem, který beze zbraní, jen s využitím prostředí, zničil jeho výsadkový tým a zmasakroval jeho stíhačky TIE a přivedl jej ukázat císaři. Ten našel v osobě cizince ideálního válečníka – vojenského génia, který jej ale nemohl ohrozit, protože jako nečlověk by byl pro galaxii nepřijatelný. Často jej používal jako dohlížitele nad svými nejmocnějšími (a nejnebezpečnějšími) služebníky.
Mitth'raw'nuruodo si zkrátil jméno na Thrawn a postupně získal hodnost velkoadmirála a císařova Vojevůdce. Dlouhodobě působil v Neznámých oblastech a vytvořil zde informační a polostátní útvar Impérium ruky, který byl jeho hlavní operační základnou. Když zemřel císař a imperiální flotila byla poražena, vrátil se Thrawn do hroutícího se Impéria a převzal nad ním velení. Navzdory jeho původu to nebylo těžké, jednak získal podporu dočasného velitele imperiálních jednotek kapitána Gilada Pellaeona, jednak měl jakožto jediný přeživší velkoadmirál na tuto funkci nárok. Po několika měsících příprav zahájil drtivou protiofenzívu, kterou posílil využitím dvou „triviálních kousků technologie“ (maskovacího zařízení a klonovacích válců) a pološíleného klona rytíře Jedi Joruuse C'Baotha. Jeho útoky se začaly stupňovat a imperiální vojska vedená jeho géniem začala vítězit. Avšak zatímco na bojištích vítězil, jeho osobní garda složená z Noghriů (kdysi osobní komando Dartha Vadera) jej zradila a přijala vedení Vaderovy dcery Leiy Organy Solo. Jeden z nejlepších noghrijských válečníků, Thrawnův osobní strážce Rukh, zavraždil velkoadmirála Thrawna během bitvy o Bilbringi, když se provalilo spiknutí, které kdysi přivedlo Noghrie pod vládu Impéria. Deset let po Thrawnově smrti se objevil jeho dvojník (zosobněný profesionálním hercem Flimem), který dosáhl značných úspěchů, ale nakonec byl odhalen. Ve stejnou dobu zahynul těsně před dokončením svého vývoje Thrawnův klon pěstovaný v Ruce Thrawnově. Mara Jade však posléze pod dojmem událostí, které ji potkaly v Neznámých oblastech, usoudila, že je možné, že Thrawn měl klonů více, neboť pod plány svých chisských spojenců a dalšími události rozpoznala Thrawnova válečnického génia, který však tentokráte pracoval ve prospěch Nové republiky.